# Limnoecetis tanganicae
Limnoecetis tanganicae är en nattsländeart som beskrevs av G. Marlier 1955. Limnoecetis tanganicae ingår i släktet Limnoecetis och familjen Dipseudopsidae. Inga underarter finns listade i Catalogue of Life.